# 唐·尼科尔斯
唐納德·李·「唐」·尼科尔斯（英語：Donald Lee "Don" Nickles，1948年12月6日—）是一位共和黨籍的美国政治人物，曾任奧克拉荷馬州的联邦参议员。

## 生平
尼科尔斯毕业于俄克拉荷马州立大学。1979年至1981年间，任俄克拉荷马州参议员。1980年他竞选俄克拉荷马州联邦参议员成功，此后一直连任至2005年。期间，他曾担任参议院共和党党鞭以及参议院预算委员会主席。
尼科尔斯于2005年卸任参议员后，创办了游说公司尼科尔斯集团（The Nickles Group）。